# Centre de recherche en épistémologie appliquée
«  CRÉA » redirige ici. Pour les autres significations, voir CREA.
 (juillet 2025).
Si vous disposez d'ouvrages ou d'articles de référence ou si vous connaissez des sites web de qualité traitant du thème abordé ici, merci de compléter l'article en donnant les références utiles à sa vérifiabilité et en les liant à la section « Notes et références ».

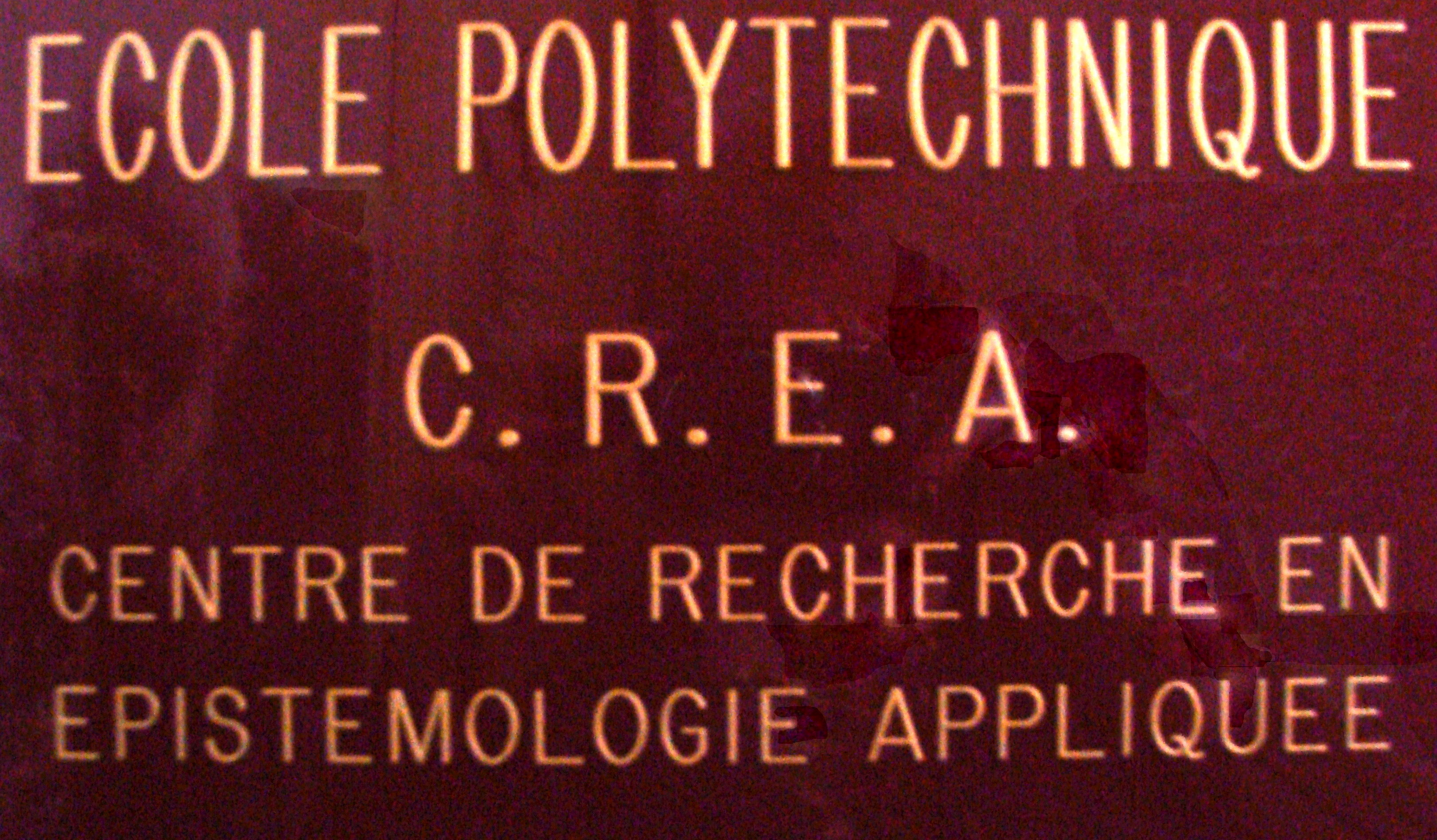
Plaque du CREA.

Le Centre de recherche en épistémologie appliquée (CRÉA) mène des recherches en sciences humaines et sociales. Il a été fondé en 1982 comme un centre de sciences cognitives et épistémologie au sein de l'École polytechnique à Paris.
Dès le début, il est axé sur deux domaines:
- la modélisation de l'auto-organisation des systèmes complexes liés à la cognition, l'économie et les phénomènes sociaux ;
- la philosophie des sciences, en particulier l'épistémologie des sciences cognitives.

Plus de 20 chercheurs, post-doctorants, doctorants et chercheurs invités travaillent sur des sujets interdisciplinaires liées aux sciences cognitives, y compris les neurosciences cognitives et l'économie cognitive, la linguistique cognitive, l'épistémologie, la phénoménologie et sur des modèles mathématiques liés à la théorie des systèmes dynamiques, la théorie du contrôle, et la logique. Ils explorent des points de vue aussi bien théoriques qu'empiriques.
Le laboratoire du CRÉA a été fermé en décembre 2011.

## Chercheurs
Les chercheurs basés au CREA comprennent : Mark Anspach, Jean-Pierre Aubin, Jean-Michel Besnier, Michel Bitbol, Paul Bourgine, Gabriel Catren, David Chavalarias, Eva Crück, René Doursat, Jean-Paul Douthe, Jean-Pierre Dupuy, Serge Galam (directeur), Pierre Kerszberg, Jean Lassègue , Dorothée Legrand, Giuseppe Longo, Bernard Pachoud, Jean Petitot, David Piotrowski, Joëlle Proust, Olivier Rey, Alessandro Sarti, Lucien Scubla, Richard Topol, Yves-Marie Visetti .